# كارلوس غوتيريز غونزاليس
كارلوس غوتيريز غونزاليس (بالإسبانية: Carlos Gutiérrez González) (4 نوفمبر 1991 في إسبانيا - ) هو لاعب كرة قدم إسباني في مركز الدفاع. لعب مع نادي بورغوس ونادي لاس بالماس ونادي ليغانيس وCD Laguna de Tenerife ‏ وUD Las Palmas Atlético ‏.

## وصلات خارجية
- كارلوس غوتيريز غونزاليس على موقع رابطة كرة القدم اليابانية للمحترفين (اليابانية)
- كارلوس غوتيريز غونزاليس على موقع قاعدة بيانات كرة القدم.إي يو (الإنجليزية)
- كارلوس غوتيريز غونزاليس على موقع Soccerway.com (الإنجليزية)
- كارلوس غوتيريز غونزاليس على موقع عالم كرة القدم.نت (الإنجليزية)
- كارلوس غوتيريز غونزاليس على موقع AS.com (الإسبانية)